# Argonaut (protein)

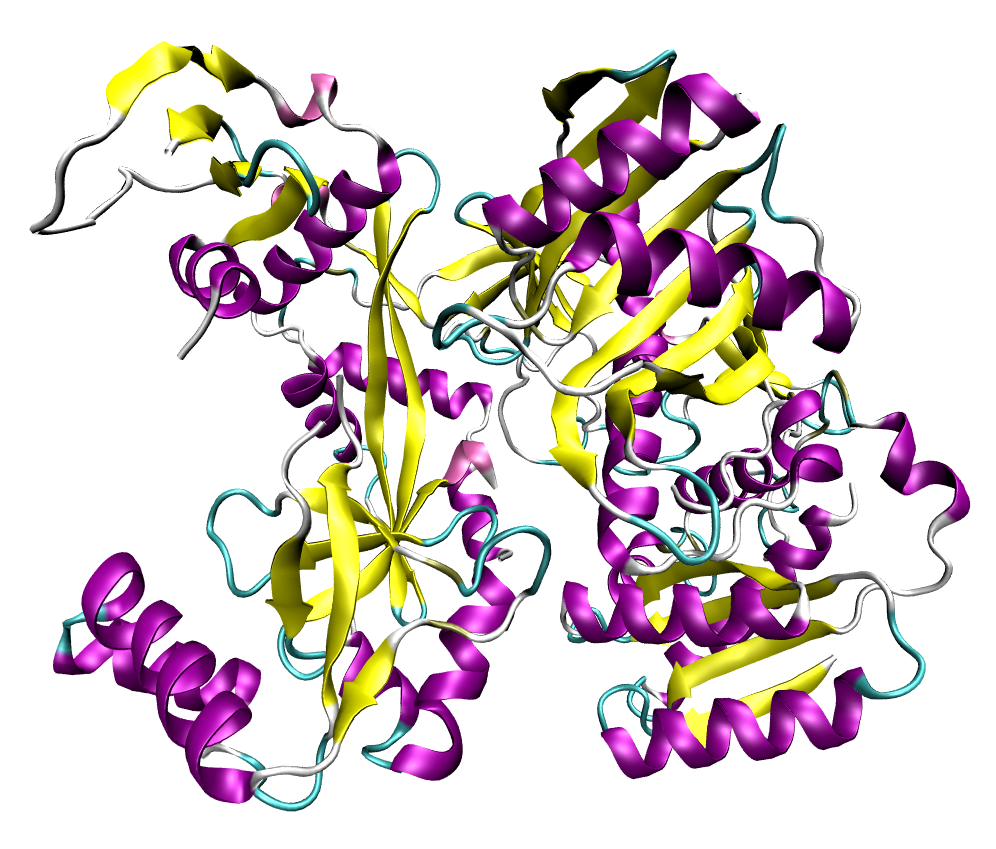
Protein Argonaut z Pyrococcus furiosus

Argonaut je označení pro rodinu proteinů přítomných v určité formě u všech forem pozemského života, které tvoří součást RISC komplexu a vážou malé RNA (siRNA, miRNA, piRNA). Vyznačují se přítomností čtyř domén: PAZ (kterou sdílejí s Dicerem), PIWI (která je pro Ago unikátní) a domény N a Mid. PAZ a Mid doména vážou řetězec RNA, PIWI doména je v některých případech schopná RNázové aktivity.

## Zástupci
U člověka se vyskytuje 8 genů kódujících proteiny Ago (u S. cerevisiae 5, u C. elegans 27). Někdy se část z nich člení na podskupinu vlastních Ago proteinů (které umožňují především transkripční regulaci pomocí siRNA a miRNA) a tzv. PIWI skupinu (tyto proteiny hrají roli v obraně před transponovatelnými elementy). Ago proteiny se označují Ago1, Ago2, Ago3 a Ago4; jen Ago2 je katalyticky aktivní a má RNázovou aktivitu.
Ago váže krátké dvouvláknové miRNA či siRNA, které generuje Dicer. Procesu napomáhá protein teplotního šoku Hsp90 a některé kochaperony. Po vazbě se jeden z řetězců dvouvláknové RNA z komplexu uvolňuje. Proces vazby piRNA na PIWI je prozkoumán mnohem méně.